# Seznam švicarskih smučarskih tekačev
Seznam švicarskih smučarskih tekačev

## A
- Heinz von Allmen

## B
- Jonas Baumann
- Livio Bieler
- Seraina Boner
- Reto Burgemeister

## C
- Marino Capelli
- Dario Cologna
- Gianluca Cologna

## D
- Dajan Danuser
- Marius Danuser

## F
- Nadine Fähndrich
- Remo Fischer
- Roman Furger

## G
- Laurien van der Graaff
- Valerio Grond
- Bettina Gruber
- Mauro Gruber

## H
- Jovian Hediger
- Lydia Hiernickel
- Corsin Hösli

## I
- Rahel Imoberdorf

## J
- Martin Jäger

## K
- Erwan Käser
- Cedric Keller
- Jöri Kindschi
- Beda Klee
- Evi Kratzer

## L
- Valerio Leccardi
- Toni Livers

## M
- Alina Meier
- Marco Mühlematter

## P
- Curdin Perl
- Candide Pralong

## R
- Janik Riebli
- Laurence Rochat
- Jason Rüesch

## S
- Roman Schaad
- Üli Schnider
- Nathalie von Siebenthal
- Désirée Steiner
- Tatjana Stiffler

## T
- Eligius Tambornino
- Doris Trachsel